# Juan Plazaola Artola
Juan Plazaola Artola (San Sebastián, 21 gennaio 1919 – San Sebastián, 21 maggio 2005) è stato un filosofo, teologo e storico dell'arte spagnolo.
Si è occupato soprattutto di estetica. Ha approfondito lo studio dell'architettura cristiana, dedicando una gran parte delle sue opere all'architettura sacra cristiana dopo il Concilio Vaticano II.

## Biografia

### Infanzia e gioventù
Juan Plazaola Artola nacque a San Sebastián il 21 gennaio 1919. Il padre, Juan José Plazaola Ugalde, era nato a Legazpia ed era un operaio edile. La madre, María Juana Artola Jáuregui, era nata ad Astigarraga, paese molto vicino a San Sebastián. I coniugi Plazaola presero residenza a San Sebastián. Ebbero dieci figli, di cui Juan era il sesto.
La famiglia aveva forti convinzioni cristiane: dei nove fratelli, giacché la prima figlia era morta neonata, tre figlie e due figli abbracciarono la vita religiosa. Il fratello Julián entrò nell'Ordine ospedaliero di San Giovanni di Dio e fu uno dei Martiri della guerra civile spagnola, fu beatificato il 25 ottobre 1992 da papa Giovanni Paolo II insieme ad altri 70 religiosi dei Fatebenefratelli. Nel 1931, a dodici anni, Juan decide di dedicarsi a Dio e si indirizza verso la Compagnia di Gesù. Nello stesso anno incomincia gli studi secondari a Javier e il 2 novembre 1936 entra nella Compagnia.

### Formazione e attività accademica
I gesuiti prevedono diverse tappe di formazione. Dal 1936 al 1938 trascorse il noviziato a Tournai e a Loyola compie il giuniorato. Nel 1940 si trasferì a Salamanca, dove rimase per un anno per completare gli studi. Nei tre anni seguenti fu a Oña, vicino a Burgos, dove frequentò un corso annuale di scienze e due di filosofia. Nel 1945 ottenne la licenza in filosofia. Terminato il soggiorno a Burgos, fu a Granada per i tre anni di magistero. Nel 1948 tornò a Oña per studiare teologia e, prima di conseguire la licenza, il 30 luglio 1951, fu ordinato sacerdote a Loyola da mons. Jaime Font y Andreu. L'anno seguente ottenne la licenza in teologia.
Terminò la sua formazione a Gandía, vicino a Valencia, dove emise gli ultimi voti. Nel 1953 si trasferì a Parigi e nel 1956 ottenne la laurea in lettere alla Sorbona con la tesi Il barone Taylor e gli esordi del teatro romantico. La tesi è uno studio di oltre 500 pagine su Isidore Taylor, uomo di grande importanza per la cultura francese del XIX secolo. Oltre a studiare l'autore, Plazaola compie un'analisi dettagliata del teatro francese del periodo romantico.
Dal 1957 al 1963 fu professore di lettere classiche al Monastero reale di Santa Maria de Veruela, vicino a Saragozza, dove gli sono affidate la prefettura della chiesa, il ministero di confessore e l'incarico di ministro dei giuniori. Durante questo periodo partecipa a commissioni di liturgia ed è nominato consultore del dipartimento di arte sacra del Segretariato nazionale di liturgia. Diviene anche assessore della Conferenza episcopale spagnola per il patrimonio culturale.
Gli anni sessanta sono per Plazaola un decennio di intensa attività accademica. Plazaola, preoccupato dalle reticenze del clero verso l'arte moderna scrisse nel 1961 alcuni articoli sull'architettura, la comprensione dell'arte moderna, la libertà dell'artista e l'autorità della Chiesa. Sono punti di interesse e di dibattito dentro la Chiesa.
Nel 1963 fu docente a Salamanca. La sua presenza si fece più visibile; tra gli articoli che scrisse in quell'anno spiccano quello che scrive per la "Revista de ideas estéticas": «La categoría de lo sacro y su expresión plástica». Collaborò all'avvio della rivista madrilena Reseña nel 1964, che si pone come obiettivo la critica culturale in senso largo (arte, cinema, letteratura, musica, danza, teatro).
Nel 1965, anno di chiusura del Concilio Vaticano II, sulla rivista Sal terrae pubblicò un articolo intitolato «Distribución espacial del santuario». Nello stesso anno, Plazaola, scrisse la sua opera più nota: «El arte sacro actual: estudio, panorama, documentos».
Fu rettore del centro di scienze umane della Compagnia di Gesù a Salamanca dal 1966 al 1968. Dal 1969 al 1974 fu professore di estetica alla facoltà di filosofia dell'Università di Deusto nel campus di Bilbao. Durante questi anni, Plazaola continuò ad approfondire i suoi studi di estetica e di storia dell'arte. Nel 1973 scrisse un libro intitolato El futuro del arte sacro, e uno dei suoi manuali di estetica, Introducción a la estética. Historia, teoría y textos, che ebbe una riedizione negli anni 1990. Un anno dopo si trasferì al campus di San Sebastián dell'Università di Deusto come titolare della cattedra di storia dell'arte e decano della facoltà di lettere e filosofia degli Estudios Universitarios y Técnicos de Gipuzkoa. Ebbe questo incarico fino al 1977.
Durante questo periodo Plazaola fondò la rivista Mundaiz, dedicata all'analisi e critica letteraria, organo della facoltà di lettere e filosofia. Però continuò la sua formazione accademica e nello stesso anno ottenne il dottorato in filosofia all'Università Complutense di Madrid, con la tesi La experiencia religiosa y la experiencia estética. Plazaola fu rettore del campus di San Sebastián per due mandati, dal 1977 al 1979 e dal 1985 al 1989). Oltre agli incarichi accademici assume incarichi all'interno della Compagnia di Gesù, di cui fu superiore provinciale della provincia di Loyola dal 1979 al 1985 e fu anche vicerettore dell'Università di Deusto.
Durante il periodo di docenza scrisse numerosi articoli su diverse riviste di arte e letteratura, come Razón y fe, Hechos y dichos, Ars sacra, Ondare, Arquitectura religiosa actual (ARA) e Revista nacional de arquitectura.

### Riconoscimenti accademici
Fu professore invitato all'Università Andrés Bello di Caracas, all'Università Iberoamericana di Città del Messico e all'Università di Alcalá de Henares. Inoltre fu accademico corrispondente della Real Academia de Bellas Artes de Santa Isabel de Hungría di Siviglia. Nel 1992 fu nominato cattedratico emerito dell'Università di Deusto e un anno dopo fondò l'Istituto Ignacio de Loyola, un centro di carattere interdisciplinare (storia di sant'Ignazio di Loyola e della Compagnia di Gesù, teologia spirituale, psicologia e pedagogia, lingua e letteratura, arte e iconografia) dipendente dall'Università di Deusto.. Nel 1998 ricevette il premio Scienze umane e sociali della Società di studi baschi.

## Opere
In una visione generale delle opere di Plazaola, si possono distinguere tre tipi di pubblicazioni in relazione al pubblico di riferimento: libri specialistici, libri di divulgazione e articoli accademici che affrontano vari argomenti, ma che per lo più riprendono temi trattati nei libri specialistici già pubblicati. Plazaola operò in settori ben determinati, per cui si possono suddividere le sue opere in due gruppi tematici: storia dell'arte sacra e studi di estetica. Si possono considerare un gruppo a parte i suoi studi sull'arte basca.

### Arte sacro actual (1965-2006)
In una presentazione cronologica dei suoi libri, la sua opera più nota è El arte sacro actual. Teoría, Panorama, Documentos, pubblicata nel 1965. L'autore all'inizio del prologo manifesta l'intenzione e lo scopo del libro:
Questa opera ebbe una riedizione postuma nel 2006. La nuova edizione non ha mutato il suo scopo, che torna a ratificare nel prologo: «collaborare alla restaurazione dell'arte sacra nel nostro tempo, mirando a un avvicinamento delle posizioni dei tre fronti che normalmente sono coinvolti nella situazione: gli artisti, il clero e la società cristiana». Entrambe le edizioni trattano in primo luogo temi relativi alla teoria dell'arte (l'artista, l'arte sacra, la storia del tempio cristiano, etc.) per arrivare al dettaglio di temi più tecnici (luce, acustica, suono, ecc.) Plazaola sostiene in questo libro che per costruire una nuova chiesa non si può ignorare la storia del tempio cristiano, il suo simbolismo e il suo significato. Affronta anche il tema controverso dell'arte astratta che si trova tra l'immagine rappresentativa e il segno di carattere simbolico. Entrambe le edizioni terminano con una raccolta di numerosi documenti dei Padri e del Magistero scritti lungo i secoli della storia cristiana.
In questa prima opera si osserva una caratteristica che accompagnerà tutta la produzione dell'autore: un chiaro fine pedagogico, rivolto sia a specialisti o a un pubblico più vasto.

### Altre opere
L'opera successiva di Plazaola è El futuro del arte sacro (1973), libro di carattere divulgativo in cui, dopo un'introduzione teorica sul concetto di spazio sacro, passa a valutare vari progetti delle chiese più significative dell'arte moderna.
Nel 1978 pubblica un saggio intitolato: El arte y el hombre de hoy. Apuntes para una filosofía del arte contemporáneo. Questo scritto è rivolto a un pubblico specializzato e il suo scopo è di «suggerire concomitanze e relazioni funzionali tra l'arte e gli altri distretti della cultura contemporanea». Svolge in quest'opera una spiegazione della situazione dell'arte per poi fare una diagnosi e terminare con un pronostico sul futuro dell'arte: «attorno a noi vediamo solo una bellezza e un'arte in stato di ibernazione. Questa agonia culturale, in questa fine del XX secolo, è anche il marcimento di una bellezza che si è creduto potesse fiorire sopra la tomba di Dio». La relazione tra l'arte e Dio è una costante della sua produzione lungo tutta la vita.
Altra opera importante è il manuale intitolato Introducción a la estética. Historia, teoría, textos. Fu pubblicato per la prima volta nel 1973, ma ebbe un'edizione rivista e aggiornata nel 1991. Il libro si propone di essere un'introduzione generale alle questioni estetiche. È considerato un manuale classico di estetica. Si divide in due parti: la prima di carattere storico, la seconda un'esposizione sistematica in dodici capitoli che combina la teoria dell'estetica accompagnata da un'antologia di vari autori al fine di illustrare la teoria.
Nel 1996 pubblica Historia y sentido del arte cristiano. È un compendio che analizza le principali opere e autori cristiani di ciascun'epoca, investigando la ragione di essere dell'arte nel cristianesimo. L'autore afferma che questo è un libro di storia e vuole contribuire «alla conoscenza del significato che ha avuto l'arte cristiana nel corso di venti secoli».
Vi sono altri due libri con un contenuto molto simile all'opera del 1996 testé citata. Historia del arte cristiano sunteggia il contenuto del libro precedente in forma di manuale. Il libro, molto più breve, sviluppa la storia dell'arte senza allegare tutti i testi antologici e con un approccio più pedagogico nell'esposizione. Razón y sentido del arte cristiano, pubblicato nel 1998, appartiene alla collana Cuadernos de Teología Deusto che mira a esporre con rigore e in forma accessibile a un ampio pubblico temi della teologia attuale. In questo breve libro Plazaola compie una riflessione sul patrimonio storico-artistico della Chiesa.
Un libro che ha avuto una certa diffusione è Arte e Iglesia. Appartiene ai libri di carattere divulgativo. Il libro è strutturato in quattro parti: teoria sulla sacralità cristiana e significato dell'arte sacra per i cristiani (culto e iconografia); sull'architettura cristiana; l'iconografia; e l'incontro della Chiesa con gli artisti. Questo libro tratta della relazione, a volte conflittuale, fra l'artista e la Chiesa. Non è un libro di una grande profondità, però espone le linee generali del pensiero di Plazaola su questi temi.
Nel suo ultimo anno di vita fu pubblicato un volume della collana La Enciclopedia Emblemática. El lenguaje del artista, che Plazaola redasse, senza poterlo vedere pubblicato. Appartiene alle opere più divulgative e ha un carattere francamente pedagogico. Vi si sviluppano i principi dell'arte in generale pera discendere al linguaggio della pittura, della scultura e dell'architettura in particolare.

## Filosofia dell'arte

### Arte e trascendenza
Come succede con i grandi concetti antropologici, l'arte resiste a essere racchiusa in una definizione semplice, soprattutto come sostiene Plazaola quando afferma: «di essa si sono date così tante definizioni che abbia perduto la speranza di arrivare a un concetto generalizzato. Gli specialisti dell'estetica e dell'arte oggi hanno desistito da ogni intenzione di definire l'arte».
Plazaola in generale intende l'arte come la capacità umana di rappresentare plasticamente la realtà dal punto di vista dell'artista: «la capacità creatrice è, nell'ordine naturale, uno dei doni più alti che Dio concede a un uomo».
In questo modo, mette in relazione la capacità artistica con Dio, come autore che rende partecipi altri di questo dono.
Come prodotto umano e culturale, l'arte si è evoluta. Vi sono due punti di inflessione nella sua storia, tra loro collegati: dapprima l'Illuminismo e successivamente l'Art Nouveau, come precursori dell'arte moderna segnano due momenti nella perdita progressiva del senso trascendente dell'opera artistica e del suo valore misterico con ripercussioni sull'arte cristiana.
In effetti, per Plazaola l'arte ha un carattere misterico e un riferimento necessario a Dio. Plazaola ripete con una certa frequenza che l'opera artistica vera non afferra completamente la realtà, ma che l'artista plasma parzialmente quello che vede, specialmente quando ci si riferisce all'arte religiosa.
L'esperienza religiosa apporta all'arte la capacità di aprire porte inaccessibili senza la fede. Sfortunatamente all'inizio del XX secolo l'arte è stata considerata un sostituto della religione e un mezzo di conquista dell'aldilà senza dovere fare i conti con Dio.
Plazaola era convinto che l'arte vera fosse un'attività per mezzo della quale l'uomo cerca di superare i limiti dello spazio e del tempo, così come quelli propri della sua condizione umana. L'arte e la trascendenza non si possono separare; un'arte autentica non può dichiararsi atea: «L'armonia del mondo, il segreto che si annida in tutte le cose, tutta questa bellezza che interpella l'anima dell'artista, che è se non il testimone dell'unità del progetto della Creazione? Gli artisti, in maggioranza, confessano il sentimento di qualcosa di sacro e trascendente che li pervade nell'istante eccezionale».
Plazaola sostiene che nell'ispirazione artistica vi è una certa rivelazione mistica — di unione—; si sperimenta il presentimento di un mondo sconosciuto che la creazione artistica è capace di svelare parzialmente. Insomma, non può darsi una vera arte senza Dio.

### Cause della perdita di trascendenza
Il concetto di trascendenza utilizzato da Plazaola e riferito all'arte in generale si può intendere come la sua capacità di condurci a realtà che vanno oltre a ciò che è rappresentato; nel caso dell'arte sacra questa significazione punta a Dio o a realtà divine. Esistono secondo lui due cause per spiegare la separazione tra Dio e l'arte: l'individualismo artistico, che porta a una soggettività incapace di rendere comprensibile l'interiorità, e il secolarismo della società, retaggio dell'Illuminismo.
Il soggettivismo artistico, imperante nell'arte moderna e nell'arte contemporanea nasce a partire dal XIX secolo. Fino ad allora, l'arte era dominata dal rispetto verso l'oggetto. Ciò supponeva che «questa realtà che percepiamo con gli occhi, o più esattamente, come crediamo di percepirla, si imponeva sempre come valore insostituibile». Ciò che faceva sì che ci fossero diversi stili non era la sfigurazione del oggetto, ma la percezione che l'artista aveva dello stesso.
Plazaola spiega questo fenomeno mediante il binomio contenuto e forma nel seguente modo: durante diciotto secoli nell'arte ha dominato il contenuto e perciò le arti erano chiamate figurative: vi è un contenuto che le forme e le figure devono rispettare. Alla fine del XIX secolo interviene un cambiamento e la forma si erge ad agente principale, fatto che comporta che il contenuto perda il suo valore, fino quasi al punto di sparire, e in molti casi arrivando all'astrazione o all'arte non-figurativa. L'autore colloca l'inizio dell'arte astratta nel periodo in cui gli artisti abbandonarono la rappresentazione della natura; la natura nell'arte si è sempre intesa come creazione di Dio e la sua rappresentazione nell'arte si è vista — così sostiene Plazaola — come un riflesso dell'impronta di Dio nella creazione. Mettendo da parte la natura nell'arte, si mette da parte il Creatore; così dunque, sebbene indirettamente, si è verificato un rifiuto di Dio e, da parte dell'artista, un oblio della sua condizione di creatura: si erge egli stesso a creatore che impone il suo concetto individuale di bellezza.
Mettendo da parte Dio, si verifica necessariamente una perdita delle coordinate proprie dell'arte e come conseguenza, l'arte diventa effimera, in quanto risponde a una situazione o a uno stato d'animo passeggero che solo lo stesso artista può intendere.
Plazaola sostiene che tutte le opere d'arte, in quanto tali, devono essere un riflesso della gloria di Dio, poiché è un'espressione del mistero personale dell'uomo. Nel più profondo dell'uomo si incontra sempre Dio. In definitiva, la forma artistica è un distillato dello splendore divino, un anticipo della gioia futura.

## Architettura sacra

### Funzione e senso dell'edificio sacro
Parlando del luogo di culto cristiano, Plazaola dà inizio alla trattazione citando l'Antico Testamento e particolarmente il brano di Isaia 56, 7 («La mia casa sarà chiamata casa di orazione per tutti i popoli») a cui si riferisce Gesù come parla della distruzione del tempio (Matteo 21,13). L'autore rimarca che il tempio sarà distrutto e non vi se ne sarà un altro fatto da mano d'uomo come dice Marco 14,58): perché il nuovo tempio sarà il corpo di Cristo risuscitato. Così, per farsi un'idea esatta di ciò che deve essere un luogo di culto cristiano si deve mettere da parte l'idea del tempio dell'Antico Testamento. Di fatto, i cristiani hanno scelto di adottare il termine ecclesia, che significa assemblea. Louis Bouyer — citato da Plazaola e che sostiene la stessa tesi — afferma che: «la chiesa cristiana non è più che una sinagoga evoluta». Infatti la chiesa non ha niente di simile tiene al tempio pagano, né con il tempio giudaico, ma è invece simile alla sinagoga, termine che significa parimenti assemblea. Dalla storia dell'architettura sacra si constata un fatto: che la primitiva liturgia cristiana ebbe inizio nelle domus ecclesiae, cioè nelle case dei cristiani. Non sarà che alla successiva espansione del cristianesimo — specialmente, con la pace costantiniana del IV secolo—, che le case furono sostituite da grandi edifici (le basiliche) che diedero vita a una vera e propria architettura cristiana. Quanto detto pone a Plazaola la questione della necessità di costruire luoghi di culto e del senso della chiesa-edificio per un cristiano.
L'edificio deve essere disposto in modo che l'assemblea si possa realizzare in modo appropriato e tutti possano compiere la loro funzione liturgica; perciò, non ha senso parlare di uno stile architettonico cristiano, né di uno stile sacro quando l'essenziale è l'assemblea.
Pertanto, sapendo che non ha senso parlare di uno stile propriamente cristiano, ci si può porre la questione di quale sia il modello per la costruzione di una chiesa o quali siano i parametri irrinunciabili. Plazaola considera che al primo posto vi è la natura propria dell'edificio sacro e la sua storia; e sostiene: «non dovranno [gli architetti di chiese] risolversi alla costruzione di una chiesa senza aver acquisito, alla luce di un esame storico della sua primitiva funzione, una chiara conoscenza di ciò che essa è».
Plazaola considera l'edificio sacro come una concretizzazione materiale dell'idea di comunità, cioè come un segno visibile di questa comunità riunita. Nel cristianesimo, Dio abita nell'intimo di ciascun battezzato. L'assemblea dei cristiani, in un luogo concreto, fa sì che Dio sia presente in una forma più intensa in questo spazio. Plazaola sostiene anche che non solo differisce il concetto di tempio, ma anche il senso dell'assemblea pagana che è diversa dall'assemblea cristiana. La prima si riuniva per rendere culto al dio presente nel tempio, mentre la seconda, si riunisce convocata da Cristo, che è presente egli stesso nell'intimo di ogni cristiano.
In definitiva, per il cristiano Dio non abita in templis manufactis (in templi fabbricati) (Atti 17,24), ma l'uomo stesso è il tempio di Dio che ha come modello l'umanità di Cristo, il tempio nuovo: «Cristo volle dire che era Lui il nuovo tempio, e questo pensiero fu simbolicamente proclamato quando, nel momento della sua morte, il velo del tempio si squarciò. Quel tempio di pietra era d'avanzo e poteva essere esecrato, perché allora si immolava una nuova vittima e si inaugurava un nuovo tempio».
Di conseguenza, secondo Plazaola, la chiesa considerata come edificio spirituale è fondamentale per comprendere il senso che ha il tempio cristiano. Plazaola sottolinea il fatto che la casa di Dio è, innanzitutto, la stessa comunità; l'edificio fisico è la determinazione materiale della comunità. L'edificio chiuso, che costituisce la chiesa, è un simbolo dell'assemblea dei convocati. Questa assemblea, non si riunisce per volontà propria, ma in risposta a una chiamata. L'architettura cristiana moderna, dice Plazaola, è condizionata da tre fattori principali: la tecnica, la liturgia e la pastorale.

### Tradizione e innovazione nello spazio sacro
Plazaola osserva che nell'architettura moderna e contemporanea vi sono due versanti: da un lato, la libertà dell'artista, e dall'altro, la libertà offerta dai nuovi materiali. Nell'antichità era difficile distinguere fra l'artista e l'artigiano. Plazaola sostiene che «nessuno edificava per la sua propria fama, ma per il servizio della società e di Dio».
Prima, dice Plazaola, tutte le opere richiedevano la collaborazione di tutta la società che faceva suo l'edificio eretto. Ma nel nostro tempo, con l'avanzamento della tecnica, insieme con la nuova sensibilità verso l'arte, l'architetto si trova in uno spazio di lavoro quasi illimitato. Solo due forze possono ricondurre il suo lavoro verso il bello e il vero: la tradizione autentica e la fantasia creatrice dell'architetto: «La tradizione, sentita com'è, cioè, come spirito, non come un coacervo di forme morte. Tanto quello che si rifugia in formule del passato, intonando ditirambi alla gloriosa architettura gotica o barocca, come quello che, accettando materiali e tecniche moderni, rimane, con assoluta mancanza di logica, immobilizzato in forme antiche, sono condannati al fallimento».
Gli architetti di chiese devono mirare a portare a compimento un'idea e non a ricopiare modelli pregressi. L'architetto deve tener presente che, l'edificio che sta progettando ha una funzione e un fine molto concreti. La funzionalità di una chiesa è molto diversa dalla funzionalità di un ospedale o di una scuola. La chiesa è uno spazio dove si compie e si svolge una liturgia, e questa fornisce il modello a cui conformarsi. L'edificio, d'altra parte, deve accompagnare — coinvolgere — e non distorcere i misteri che vi si compiono. L'adeguata assimilazione, da parte dell'architetto, di questi principi crea in lui un vincolo spirituale fra l'azione umana (progetto e costruzione) e la tecnica. E, in definitiva, questo vincolo è la concezione religiosa e trascendente della vita umana.

### La libertà dell'artista e l'autorità della Chiesa
L'autonomia dell'artista è un requisito imprescindibile che, per Plazaola — già nel 1961 — è indiscutibile e considera che questo fatto è accettato da una grande maggioranza.
Parlando della libertà dell'artista, Plazaola sostiene che quando si parla di arte sacra non si sta parlando di qualcosa esclusivamente soggettivo e aleatorio, frutto meramente dei sentimenti di un individuo, ma che, il «mondo del sacro è un mondo di valori oggettivi indipendenti dalle risonanze soggettive che possono o no accompagnare il fatto sacro». Da un lato, l'arte deve condurre a una realtà soprannaturale, e pertanto, la creazione artistica deve comprendersi con facilità. Dall'altro lato, l'arte sacra deve avere un carattere di evangelizzazione e di formazione. Tutti questi valori devono essere accettati dall'artista — afferma Plazaola — il quale, non è obbligato ad accettare un incarico di questa indole, ma quando lo accetta, deve farsi carico di ciò che è proprio e determinante dell'arte sacra, superando in questo modo le sue valutazioni personali. Altrimenti, la sua opera mancherà di tutta la profondità e del senso propri dell'arte sacra.
L'edificio sacro deve essere casa di orazione. La Chiesa ha il grave dovere — oltre a quello di essere interprete e maestra — di vigilare perché le espressioni artistiche utilizzate nel culto siano in accordo con la fede e con i dogmi e conducono alla vera devozione. Però questi principi non devono attentare all'autonomia dell'artista. Detto altrimenti, chi sa di architettura è l'architetto, e pertanto, deve avere una certa capacità di decisione nel suo lavoro. Così, la libertà dell'artista si deve rispettare perché lui è il vero conoscitore delle leggi che regolano la sua specialità. Tuttavia, bisogna innanzitutto aggiungere che, l'architettura cristiana, per essere sacra «ha anche altre norme che l'artista deve ricevere dalla Chiesa». In questo modo, Plazaola cerca la difficile, ma non impossibile, armonia fra la libertà di creare e la soggezione alle norme che determinano l'arte sacra. Quest'idea la spiega così: «All'artista bisogna chiedere un'opera sincera, riflessiva, coscienziosa, nobile. Gli ecclesiastici hanno diritto di attendersi un'opera in cui il popolo cristiano possa vedere l'espressione dei suoi sentimenti; però non devono esigere quello che non può uscire dai sentimenti dell'artista». È importante, che l'architetto chiamato a collaborare con la Chiesa alla costruzione di un edificio di culto, sappia che senso ha l'opera che gli si commissiona. D'altronde, la legislazione cattolica sull'arte sacra non è arbitraria, bensì «è espressione della libertà che nasce dal mistero liturgico (…); sarebbe assurdo e ridicolo il ritrattista che volesse fare un ritratto senza conoscere il suo modello». Tuttavia la buona esecuzione di un edificio sacro non risiede solamente in una conoscenza esaustiva della legislazione ecclesiastica, che d'altronde, non è molto abbondante.
Per Plazaola, è fondamentale trovare il modo per creare un'armonia tra il lavoro di un architetto e gli interessi della Chiesa. Questa auspicata armonia trova il suo ideale nell'artista che ha fede e vive la fede e quindi sa che cosa sta facendo e perché. L'artista che ha fede accetta le verità cristiane. Per lui il culto liturgico ha senso, e non vi sarà, in principio, nessun conflitto tra la libertà artistica — ispirazione e facoltà creative — e l'obbedienza alle norme. Per l'artista credente «non possono essere ostacoli fastidiosi, ma sementi di ispirazione creativa, queste verità dogmatiche, queste direttive rituali, la cui ragione intima è ignota all'incredulo o allo scettico, ma le sa, le sente e le vive come cristiano autentico». Per l'artista cristiano, la tensione tra la legge scritta e l'impulso interiore, sparisce.

### Coniugare la tradizione con l'innovazione
Tradizione e innovazione, nell'architettura sacra, si trovano solitamente in opposizione. L'artista è un creatore di forme, ma deve essere soggetto a leggi che definiscono l'arte sacra. Plazaola si domanda se l'architetto contemporaneo possa realmente creare forme nuove in sintonia con l'architettura sacra. Gli artisti e gli architetti sono influenzati da correnti sociali del loro tempo, ma questa circostanza non determina né condiziona radicalmente l'opera artistica di un determinato autore. Interviene veramente un'azione creativa personale — più o meno evidente —dell'autore nella sua opera al di là delle correnti imperanti del momento.
Plazaola, per rafforzare quest'idea si rifà a un discorso di papa Pio XII in cui il Pontefice mette in guardia da alcuni eccessi dell'arte sacra moderna che, senza essere dannosa in sé stessa, deve svolgersi all'ombra della tradizione viva della Chiesa. Lungo la storia del cristianesimo si sono sviluppati diversi stili architettonici e artistici senza conflitti con la fede. Inoltre, si rifà al Magistero recente per confermare che la Chiesa rispetta la libertà dell'artista e che non è riluttante verso le nuove correnti artistiche. In definitiva, l'«architettura sacra deve essere fedele alla tradizione». Per tradizione però non si intende la ripetizione di forme del passato, ma la fedeltà ai principi che regolano l'arte sacra, sapendo vje «le preposizioni liturgiche sono sufficientemente spirituali da lasciare libera la fantasia creatrice dell'architetto». Le nuove costruzioni devono essere sorrette da principi teologici e non estetici, essendo la celebrazione dei misteri il punto di partenza della creazione dello spazio sacro.

## Opere
- (ES) Juan Plazaola Artola, El arte sacro actual: estudio, panorama, documentos, Madrid, Biblioteca de Autores Cristianos, 1965, ISBN 8479148497.
- (ES) Juan Plazaola Artola, Futuro del arte sacro, Bilbao, Mensajero Bilbao, 1973, ISBN 8427106238.
- (ES) Juan Plazaola Artola, Introducción a la Estética: Historia, teoría, textos, Bilbao, Universidad de Deusto, 1973, ISBN 978-84-220-0412-7.
- (ES) Juan Plazaola Artola, Razón y sentido del arte cristiano, Bilbao, Universidad de Deusto, 1998, ISBN 9788474855517.
- (ES) Juan Plazaola Artola, Estética y vida cristiana, Mexico, Universidad Iberoamericana, 1999, ISBN 968-859-345-1.
- (ES) Juan Plazaola Artola, Historia del arte cristiano, Madrid, Biblioteca de Autores Cristianos, 1999, ISBN 9788479145095.
- (ES) Juan Plazaola Artola, La Iglesia y el arte, Madrid, Biblioteca de Autores Cristianos, 2001, ISBN 9788479145873.
  - Juan Plazaola, La Chiesa e l'arte, Milano, Jaca Book, 1998. ISBN 88-16-43708-1
- (ES) Juan Plazaola Artola, Arte e iglesia: veinte siglos de arquitectura y pintura cristiana, Hondarribia, Nerea, 2001, ISBN 9788479142339.
- (ES) Juan Plazaola Artola, Modelos y teorías de la historia del arte, Madrid, Universidad de Deusto, 2003, ISBN 9788474858563.
- (ES) Juan Plazaola Artola, La enciclopedia emblemática V. El lenguaje del artista, Lasare-Oria, Etor-Ostoa, 2005, ISBN 9788474858563.
- (ES) Juan Plazaola Artola, Arte sacro actual, Madrid, Biblioteca de Autores Cristianos, 2006, ISBN 9788479148492.
- (ES) Juan Plazaola Artola, Introducción a la Estética: Historia, teoría, textos, Bilbao, Universidad de Deusto, 2007, ISBN 978-84-9830-100-7.